# Underground Kingz (album)
Underground Kingz è il quinto album in studio del duo hip hop statunitense Underground Kingz (UGK), pubblicato nel 2007.

## Tracce

### Disco 1
1. Swishas and Dosha – 5:11
2. Int'l Players Anthem (I Choose You) (featuring OutKast) – 4:19
3. Chrome Plated Woman – 4:17
4. Life Is 2009 (featuring Too $hort) – 4:07
5. The Game Belongs to Me – 5:14
6. Like That (Remix) – 3:50
7. Gravy – 4:57
8. Underground Kingz – 4:33
9. Grind Hard (featuring Young T.O.E. & DJ B-Do) – 4:03
10. Take tha Hood Back (featuring Slim Thug, Vicious & Middle Fingaz) – 5:36
11. Quit Hatin' the South (featuring Charlie Wilson & Willie D) – 6:06
12. Heaven – 4:20
13. Trill Niggas Don't Die (featuring Z-Ro) – 4:27

### Disco 2
1. How Long Can It Last (featuring Charlie Wilson) – 6:47
2. Still Ridin' Dirty (featuring Scarface) – 5:19
3. Stop-N-Go (featuring Jazze Pha) – 3:54
4. Cocaine (featuring Rick Ross) – 4:50
5. Two Type of Bitches (featuring Dizzee Rascal & Pimpin' Ken) – 4:56
6. Real Women (featuring Talib Kweli & Raheem DeVaughn) – 4:32
7. Candy – 3:30
8. Tell Me How Ya Feel – 4:25
9. Shattered Dreams – 5:14
10. Like That – 2:47
11. Next Up (featuring Big Daddy Kane & Kool G Rap) – 3:03
12. Living This Life – 5:07
13. Outro – 0:49

Bonus Tracks
1. Int'l Players Anthem (Chopped & Screwed by OG Ron C) (featuring Three 6 Mafia) – 5:31
2. Int'l Players Anthem (featuring Three 6 Mafia) – 3:20
3. Hit the Block (featuring T.I.) – 3:58